# Templo de la Limpia Concepción (Puebla)
El Templo de la Inmaculada Concepción de María, conocido por su feligresía como el templo de La Limpia Concepción, es un templo religioso de culto católico y bajo la advocación de la Virgen María en la Ciudad de Puebla, México. Está ubicado en la esquina de la 7 poniente y 16 de septiembre del centro histórico.

## Historia
Fue edificado en el año de 1596 para dar servicio espiritual al convento del mismo nombre, y cuyos predios donados por su fundador el cura Leonardo Ruiz de la Peña ocupaban toda la manzana. El 13 de marzo del mismo año, la Ciudad concedió una merced de agua al convento del que en el propio año tomaron posesión algunas religiosas concepcionistas de México. La iglesia original tuvo una pieza baja hasta la construcción de la definitiva, consagrada en 1617, que sin embargo tuvo una última modificación en 1732 cuando fueron cambiados los techos de madera por bóvedas de cañón y cúpula.

### María de Jesús de Tomelín del Campo "El Lirio de Puebla"
Habitó en el desaparecido convento la monja concepcionista María de Jesús de Tomelín y del Campo conocida como El Lirio de Puebla, actualmente en proceso de canonización. a la que se le sigue proceso de beatificación. En parte del convento, funciona actualmente un conocido hotel de cadena. Nació el 21 de febrero de 1579 e ingresó en el convento de la Concepción a los 19 años, mismo lugar donde falleció a los 58 años de edad el 11 de junio de 1637, en un día del Corpus Christi.
En el siglo XVIII los bienes del convento se acrecentaron, pero para el XIX el movimiento liberal triunfante se apoderó del edificio; Comonfort (1856) despojó a las trinitarias de sus bienes que se vieron obligadas a salir del convento; Juárez (1861) provocó la reducción de ellos, por lo cual se fusionaron las trinitarias y las concepcionistas, pero para 1862 volvieron a ser expulsadas y se refugiaron en la casa de «Las Recogidas», ubicada en la calle «De la Sacristía de las Capuchinas. Es en 1917 cuando llegan los padres Redentoristas a Puebla y para 1920 fueron nombrados capellanes del templo de la Santísima, haciéndose cargo inmediatamente del mismo hasta nuestros días.
El Templo Conventual de la Limpia Concepción de Nuestra Señora perteneció al segundo convento de religiosas de la ciudad que llegó a ocupar toda la manzana en que se ubica, siendo el más rico de la Angelópolis.

## Arquitectura

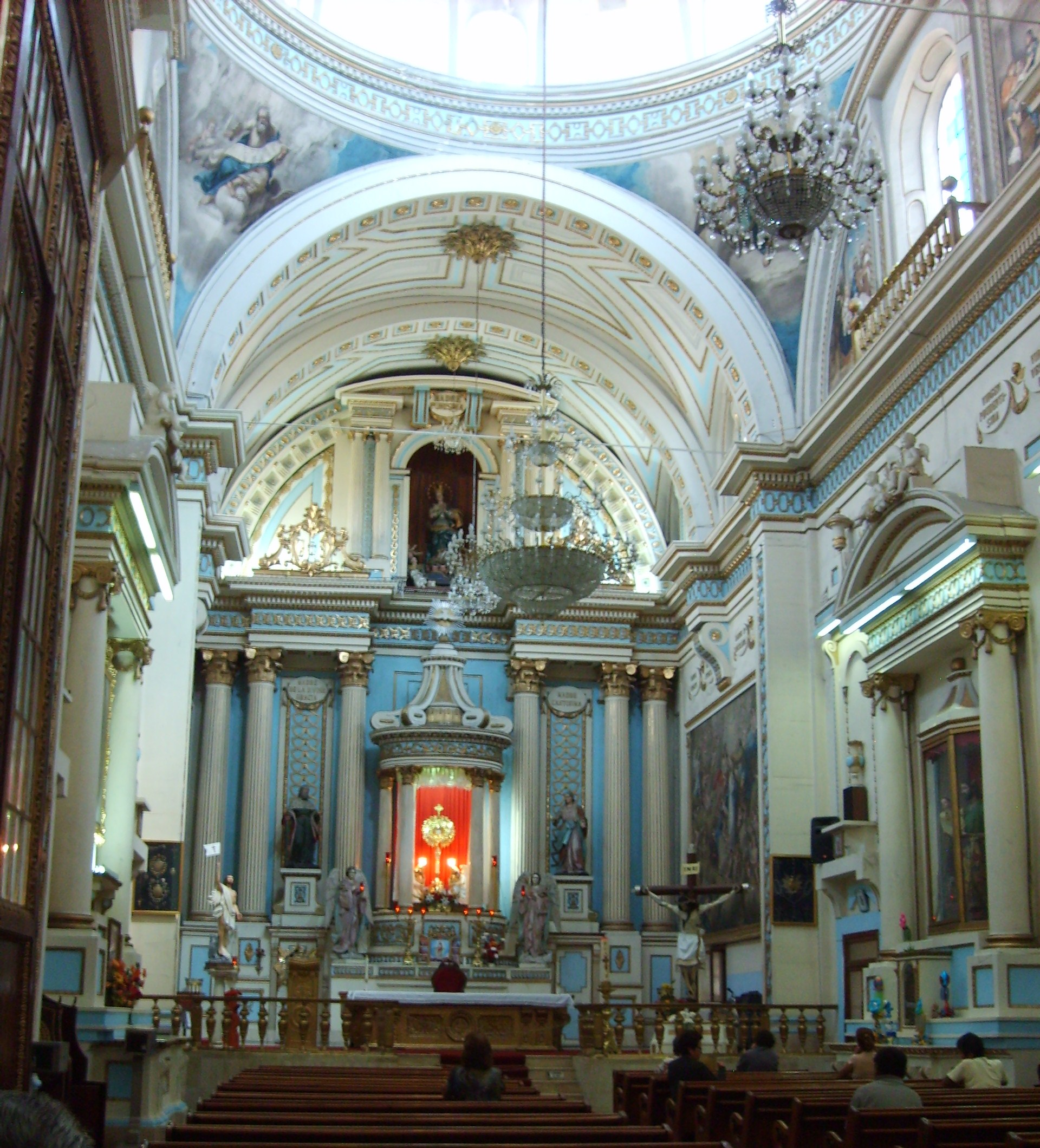
Interior del templo de la Limpia Concepción.

Sigue el estilo de los templos conventuales de una sola nave sin crucero y ábside cuadrado. Sus bóvedas son de cañón con lunetos y cúpula montada sobre pechinas, sin tambor. como todos los templos conventuales, tiene dos portones en el muro lateral que colinda con la calle. Decorado inicialmente al estilo barroco sufrió, en el siglo XIX, una reforma de influencia neoclásica. Tiene el coro alto algunos retablos churriguerescos de gran valor y un coro bajo convertido en criptas que guarda en una urna la imagen en cera de Santa Acela, ambos resguardados con rejas, las tallas de madera son apreciables por su belleza, aunque los altares neoclásicos que desplazaron a los barrocos en el siglo XIX no ofrecen valor estético.
Quizá el distintivo mayor del templo sean sus enormes contrafuertes de estilo barroco popular así como sus portadas barrocas del siglo XVII decoradas con esculturas en argamasa. La torre del campanario posee columnas de estilo salomónico.

## Horarios
| Horario de misas                       |
| Domingos                               |
| -------------------------------------- |
| 11:30 a. m. 13:30, 14.30 y 19.15 p. m. |
| Lunes a sábado                         |
| 11:00 a. m. y 19:15 p. m.              |